# Pak Che-ga
Pak Che-ga (hangeul : 박제가 ; hanja : 朴齊家 ; RR : Bak Jega) est un lettré coréen de l'ère Joseon né en 1750 et mort en 1815. Issu de la tendance Silhak, il est l'un des précurseurs du courant Pukhak qui entend s'inspirer de la Chine des Ming pour réformer le régime coréen.